# Odilon Redon
Odilon Redon (ur. 22 kwietnia 1840 w Bordeaux, zm. 6 lipca 1916 w Paryżu) – francuski malarz i grafik symbolista.

## Życie i twórczość
Rysować zaczął w dzieciństwie, studiował w École des Beaux-Arts u Jeana-Léona Gérôme. Po powrocie do Bordeaux zajął się rzeźbą, litografią i akwafortą. Wziął udział w wojnie francusko-pruskiej, pod koniec wojny osiadł w Paryżu i zajmował się litografią i rysunkiem węglem. W 1879 opublikował pierwszy album litografii (Dans le Rêve). W latach 90. XIX w. zainteresował się kolorem i zaczął używać pasteli i farb olejnych, wystawiał prace z nabistami u Paula Durand-Ruela. Malował portrety i barwne pastele, w których przedstawiał kwiaty i tematy mitologiczne. W 1903 r. został kawalerem Legii Honorowej, jego popularność wzrosła po wydaniu w 1913 r. katalogu litografii i akwafort.
Redon jest uważany za prekursora surrealizmu, szczególnie jego wczesne prace, wykonane węglem i przedstawiające koszmary i marzenia senne. Całe życie żył w odosobnieniu, popularność zdobył dopiero po ukazaniu się w 1884 głośniej powieści Jorisa Karla Huysmansa À rebours (Na wspak). Bohater powieści, diuk Jan des Esseintes, kolekcjonował rysunki Redona, którego od tej pory zaczęto kojarzyć z dekadentyzmem.

## Wybrane prace

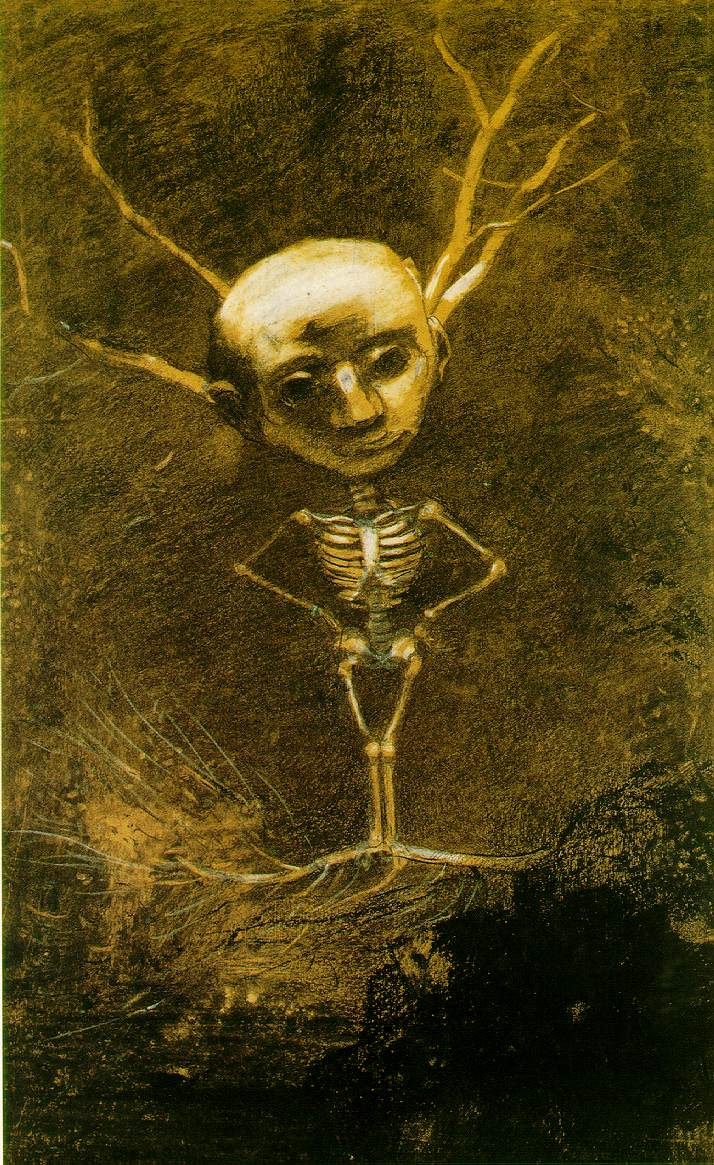
Duch lasu, 1880
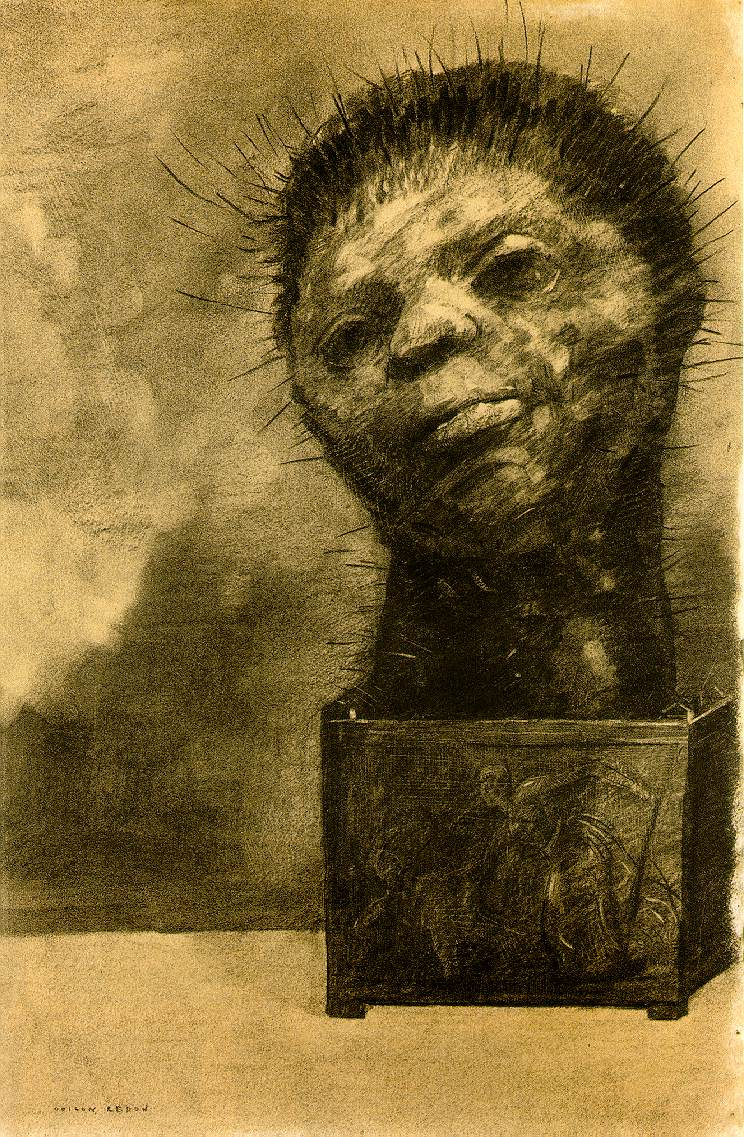
Człowiek kaktus, 1881
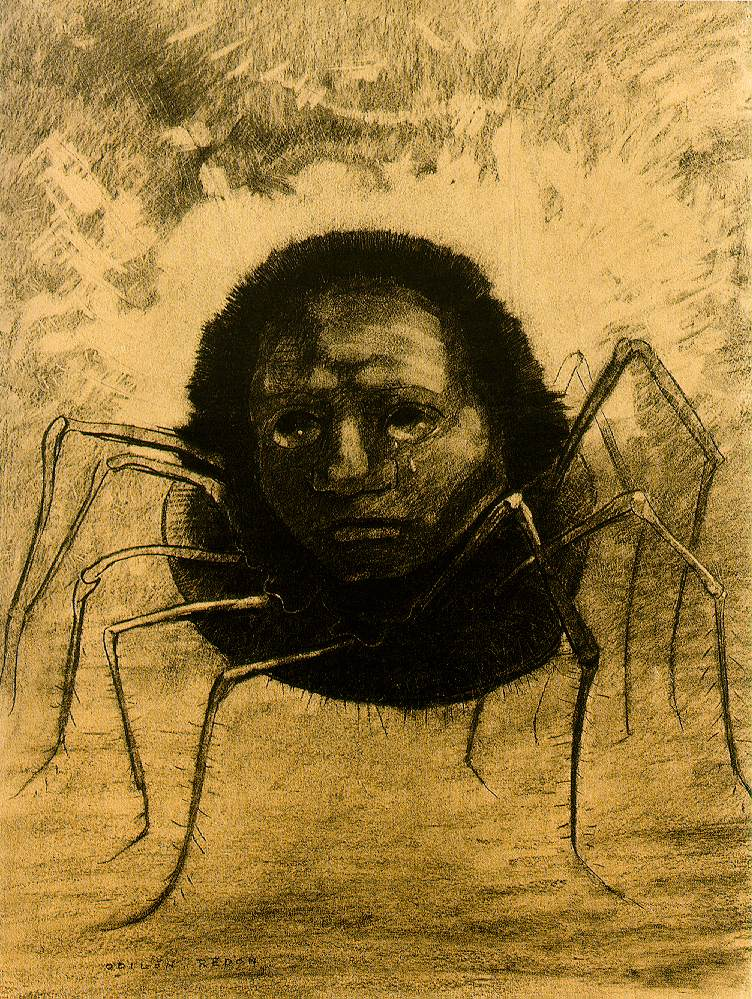
Płaczący Pająk, 1881
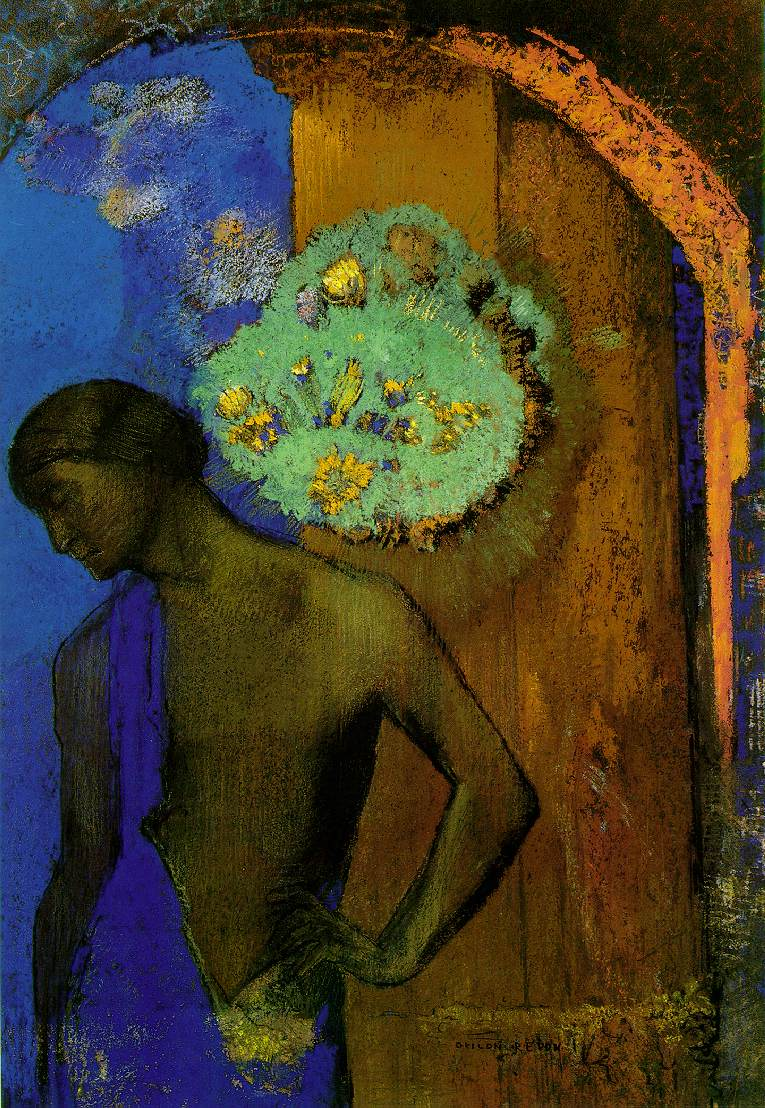
Święty Jan, 1892
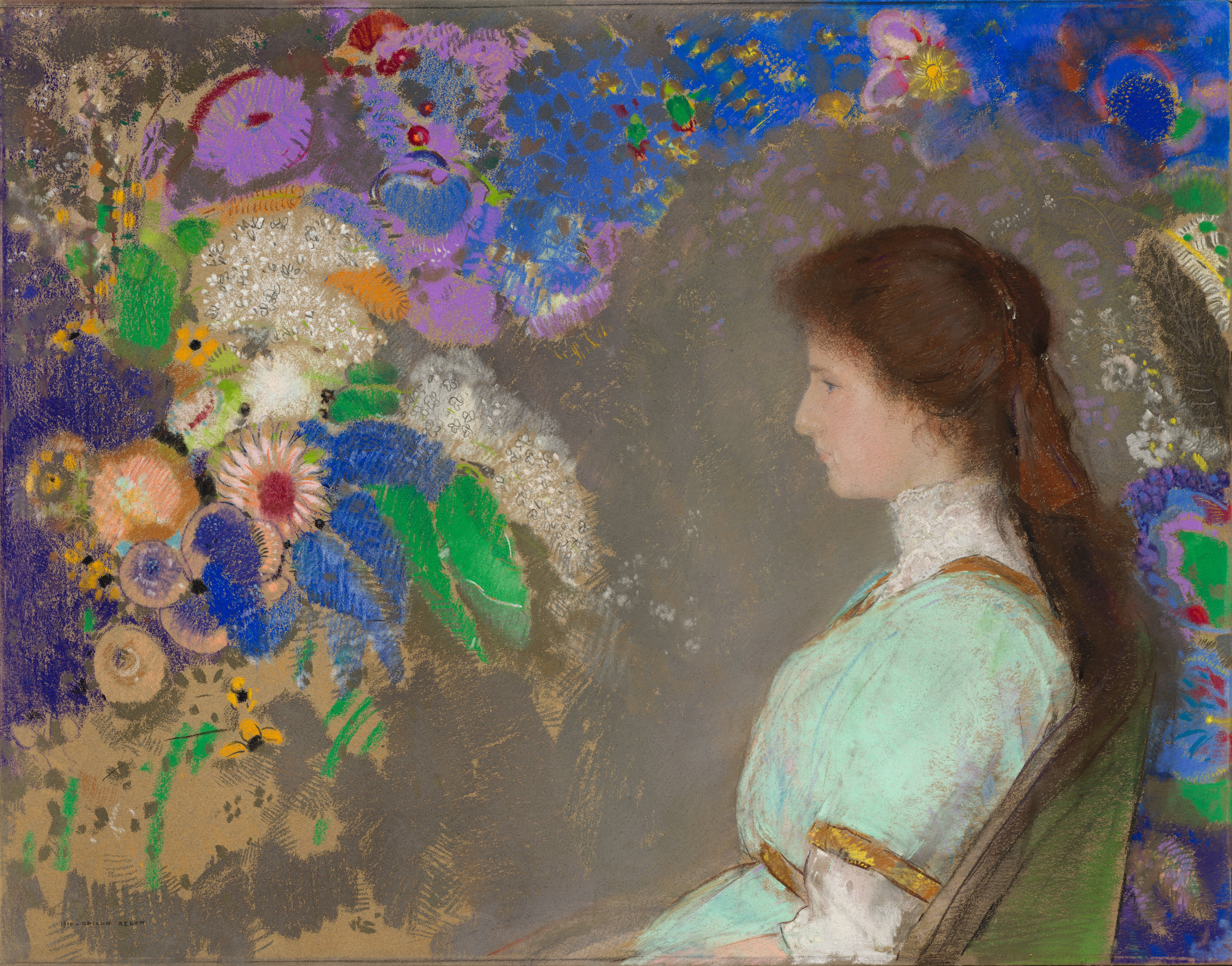
Portret Violetty Heymann, 1910